# هانز بيملر
هانز بيتر بيملر (بالإنجليزية: Hans Peter Bimler)‏ (10 ديسمبر 1916 - 28 يونيو 2003) هو أخصائي تقويم أسنان أمريكي اشتهر بتطويره جهاز بيملر. كما طوّر أول أشعة فوتوغرافية باستخدام أشعة رونتجن في عام 1939.  كما طوّر هانزمحول الفم المرن للمساهمة في جراحات الفك خلال الحرب العالمية الثانية.

## الحياة الشخصية
وُلد هانز لوالتر بيملر الذي كان يعمل طبيب أسنان في سيليسيا، ألمانيا. التحق هانز بكلية الطب في بريسلاو، ألمانيا في عام 1935. ثم ذهب في عام 1939 إلى فيينا، النمسا للدراسة تحت إشراف أرتور مارتن شوارتز. عاد هانز إلى ألمانيا بعد عامين، بسبب الحرب العالمية الثانية، للعمل مع والده. وكان يعمل أيضًا بالجيش الألماني. قبض الجيش البريطاني عليه مرة واحدة وأطلق سراحه فيما بعد كسجين للحرب. وبعد أن أُطلق سراحه، تخصص في طب الأنف الأذن والحنجرة وعمل في هامبورغ لشوشاردت. طور هانز أشعة رونتجن في عام 1939 وقدّم نتائجه إلى الجمعية الأوروبية لتقويم الأسنان في عام 1939 في فيسبادن، ألمانيا. أظهت تلك الأشعة صورة حيث تتداخل صورة الجمجمة والأسنان والأنسجة الرخوة بالأشعة السينية وصورة تلك الأشعة مع بعضها البعض. انتقل هانز وعائلته بعد الحرب العالمية الثانية إلى الغرب. طور بيملر في نهاية المطاف تحليل بيفلر لقياس محيط الرأس.
ونظرًا لعمله كجراح خلال الحرب العالمية الثانية، قيل أنه عالج مريضًا فقد جزءًا من الفك السفلي له، أعطى هذا الفكرة لهانز بامكانية باستخدام أغراض أخراى في الجراحات التصحيحية للفك السفلي والذي أودى به في نهاية المطاف إلى تطوير جهاز بملر.
في عام 1953، تزوج من زوجته إريكا. وكان لديهم ابنة اسمها باربرا بيملر والتي تخصصت أيضًا في تقويم الأسنان. وتوفي في 28 حزيران / يونيو 2003.

## جهاز بيملر
عمل هانز على صنع هذا الجهاز في مكتب والده. وقال أنه لا يحب صلابة وضخامة هذا الجهاز. لذلك، بدأ هانز ببطء اختبار نوع جديد من الأجهزة حيث استبدل ببطء الأكريليك مع سلك مصنوع من الفولاذ المقاوم للصدأ. وجاء عُرف جهازه باسم «محول الفم المرن» أو «جهاز بيملر».